# ホテルサンルート長野
ホテルサンルート長野（ホテルサンルートながの、英: Hotel Sunroute Nagano）は、長野県長野市にあったサンルートホテルチェーンのビジネスホテル。
長野駅を挟んで反対側に位置する、ホテルサンルート長野東口（ホテルサンルートながのひがしぐち、英: Hotel Sunroute Nagano-Higashiguchi）についても本稿で述べる。

## 概要
サンルート長野は、長野駅善光寺口に面する長野NCビルで長らく営業していたが、2010年（平成22年）に80m西に新築された再開発ビル「Nacs末広」に移転した。ホテルの施設としては客室と会議室、朝食会場のみだが、同ビル内に各種飲食店やコンビニエンスストアが入居している。
サンルート長野東口は長野駅東口に面するビルに、北陸新幹線（高崎 - 長野間）が開通した1997年（平成9年）にホテルコートランド長野として開業した。こちらはレストラン・宴会場も備えている。
どちらも長野オリンピック後に破綻したホテルを譲受したもので、株式会社サンルートを経て株式会社相鉄ホテルマネジメントによる直営ホテルである。

## 沿革
- 1985年（昭和60年） - 長野NCビル（南千歳一丁目）に、長野ロイヤルホテルが開業。
- 1997年（平成9年）12月25日 - 長野駅東口に、ホテルコートランド長野が開業。
- 1998年（平成10年）6月30日 - 長野ロイヤルホテル、経営破綻で営業停止[2]。サンルートに譲渡され[2]、ホテルサンルート長野に改称。
- 時期不明 - ホテルコートランド長野、経営破綻。サンルートに譲渡され、ホテルサンルート長野東口に改称。
- 2010年（平成22年）8月26日 - ホテルサンルート長野が、Nacs末広（末広町）に移転。
- 2017年（平成29年）10月1日 - 株式会社サンルートが、ホテル運営事業を相鉄ホテルマネジメントへ吸収分割。運営会社が株式会社相鉄ホテルマネジメントに変更。
- 2019年（平成31年）3月27日 - ホテルサンルート長野が、相鉄フレッサイン 長野駅善光寺口にリブランド。
- 2020年（令和2年）2月12日 - ホテルサンルート長野駅東口が、相鉄フレッサイン 長野駅東口にリブランド。
- 2023年（令和5年）3月31日 - 相鉄フレッサイン長野駅東口の営業終了。

## 施設

### ホテルサンルート長野
- 客室
- 会議室「金扇」「銀扇」「桂」
- 朝食会場「Buffet Lounge “SUN”」

### ホテルサンルート長野東口
- 客室
- 宴会場「サロンドコート」「銀杏」「羽衣」
- 和食堂「茶寮　志もだ」

## 交通

### ホテルサンルート長野
- 東日本旅客鉄道（JR東日本）・しなの鉄道・長野電鉄 長野駅善光寺口から徒歩1分
- 上信越自動車道 長野ICから車20分・須坂長野東ICから車25分

ホテル1階に長電バス長野駅前案内所があり、高速バス（池袋・京都・大阪・新潟ゆき）が発着する。

### ホテルサンルート長野東口
- 東日本旅客鉄道（JR東日本）・しなの鉄道 長野駅東口から徒歩1分
- 上信越自動車道 須坂長野東ICから車20分